# Lake Wilson
Lake Wilson – miasto w Stanach Zjednoczonych, w stanie Minnesota, w hrabstwie Murray.